# Hydroporus discretus
Hydroporus discretus là một loài bọ cánh cứng trong họ Bọ nước. Loài này được Fairmaire & Brisout de Barneville miêu tả khoa học năm 1859.

## Hình ảnh

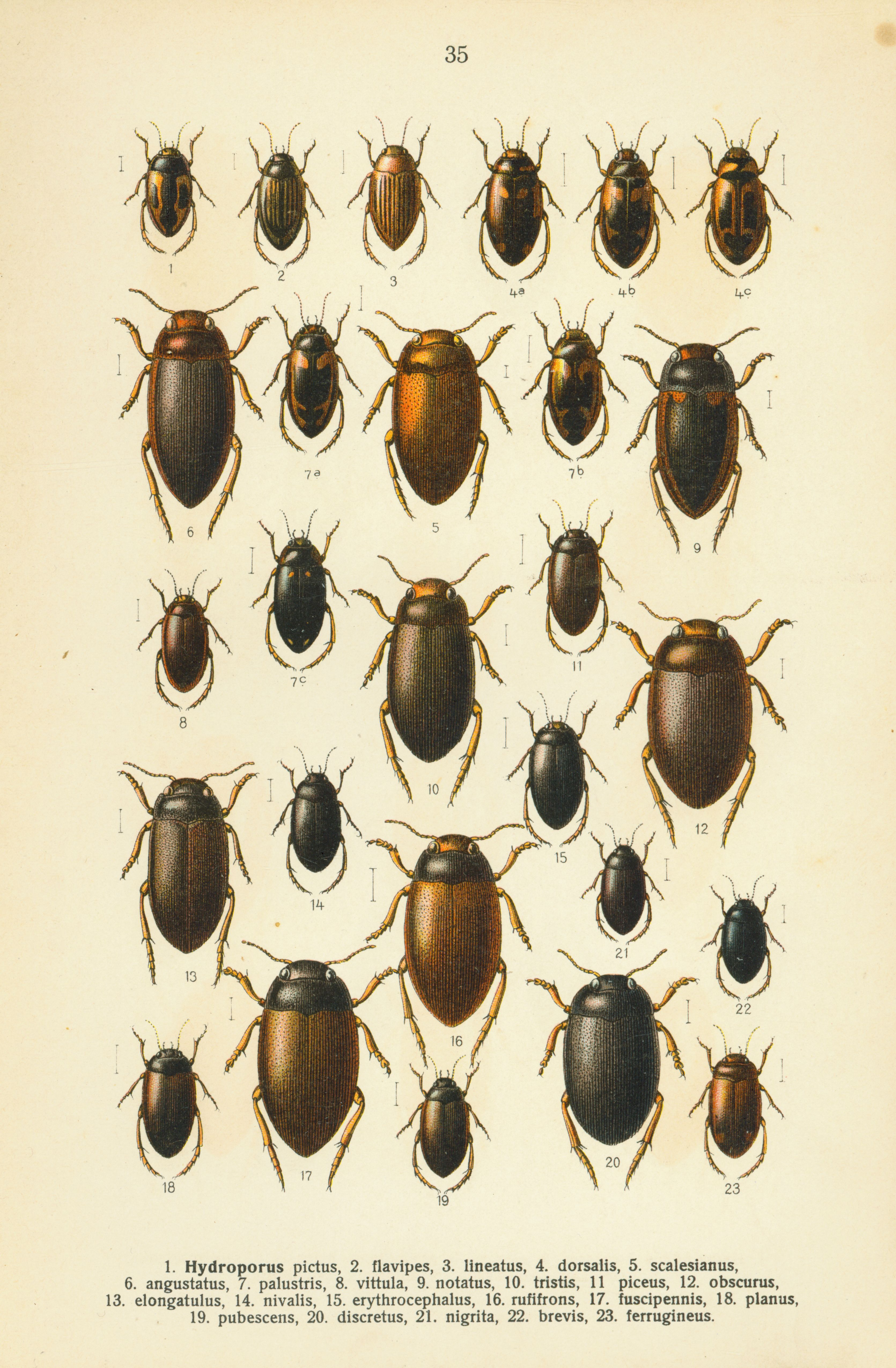